# Ödön Lechner
Ödön Lechner (1845. – 1914.) je bio mađarski arhitekt art nouveaua, kojega zbog njegova osebujnog stila nazivaju „mađarski Gaudí”. Ukrašavao je svoje zgrade Zsolnay pločicama s uzorcima inspiriranima starim mađarskim i turkijskim djelima narodne umjetnosti. On uspješno kombinira narodne elemente uz uporabu suvremenih građevinskih materijala kao što su željezne konstrukcije.

## Životopis
Lechner je studirao arhitekturu u Budimpešti, a kasnije u Berlinu na Schinkelovoj akademiji. Nakon završetka studija u Berlinu, Lechner je otputovao na jednogodišnji obilazak i studij u Italiju. God. 1869., osnovao je partnerstvo s arhitektom Gyulom Partosom i njihova arhitektonska tvrtka je uživala tijekom graditeljskog buma 1870-ih godina kada je došlo do izgradnje zgrada oko Peštanskog prstena Budimpešte. Partneri uglavnom dobivali izgradnju stambenih zgrada koje su izvodili u prevladavajućem historicističkom stilu, oslanjajući se na neoklasične utjecaje iz Berlina i talijanske renesanse
Godine 1875., nedugo nakon vjenčanja preminula je Lechnerova supruga. To ga je jako potreslo i on je prekinuo svoje aktivnosti i partnerstvo, te je otišao u Pariz. Između 1875. – 78. god. radio je u uredu Clémenat Parenta s kojim je sudjelovao u dizajnu i obnovi sedam dvoraca. Tada je bio u mogućnosti upoznati se s novim art nouveau stilom. Od 1879. god. se vraća u Mađarsku, ali nakon posjeta Londonu između 1889. – 90. god. njegov stil se odmaknuo od historicizma i približio se suvremenim trendovima. Lechner je okončao partnerstvo 1896. god. i od tada radi slobodno, ali i dobiva manje provizije kao samostalni arhitekt. God. 1906. objavio je sažetak svojih pogleda u časopisu Muveszet. Lechnerovo zadnje djelo je bila kuća za Gyula Vermesa u petom okrugu Budimpešte (1910. – 11.).

## Djela
Lechner je pojasnio svoj cilj stvaranja mađarskog nacionalnog stila, koristeći motive iz mađarske narodne umjetnosti u uređenju svojih objekata, kao i sjedinjavanje arhitektonskih elemenata s istočnim kulturama poput perzijske. Promjenama smjera i zakrivljenim oblicima razlikuje se od stila bečke secesije. Značajana prekretnica u njegovoj karijeri je bilo povezivanje s Vilmosom Zsolnayjem, čije je terakota pločice počeo koristiti u svojim planovima. Nova uporaba suvremenih materijala najviše dolazi do izražaja u poslovnoj zgradi Thonet u Budimpešti, Vaci utca (1889.) koja ima čelične konstrukcije i pročelja prekrivena Zsolnay keramikom. Vrhunac Lechnerova djelovanj je Poštanska štedionica (danas sjedište Narodne banke Mađarske) koja je završena 1901. god. Zgrada je raskošna bojama i oblicima koji proizilaze od secesijskih utjecaja i novih europskih stilova na prijelazu stoljeća, ali sljubljeni s mađarskim motivima i istočnjačkim oblicima kako bi stvorili jedinstven stil. Ovaj stil je imao mnogo pristaša, ali i kritičara o čemu najbolje svjedoče radovi kasnijih generacija mađarskih arhitekata kao što su: Sándor Nagy, István Medgyaszay, Béla Lajta i Aladár Árkay.
Njegove najslavnije radove Mađarska je 2008. god. nominirala za upis na UNESCO-ov popis mjesta svjetske baštine u Europi:

## Životopis
- Gradska vijećnica u Kečkemetu (1893.)
- Muzej primijenjenih umjetnosti u Budimpešti (1896.)
- Crkva sv. Ladislava, Budimpešta (1891.—1897.)
- Geološki institut, Budimpešta (1896.—1899.)
- Poštanska štedna banka (Postatakarékpénztár) (1899.—1902.)

Ostale njegove znamenite građevine su:
- Gradska vijećnica u Zrenjaninu, Srbija (1885. – 86.)
- Kraljevska katolička gimnazija u Bratislavi (1906. – 08.)
- Crkva sv. Elizabete, Bratislava (1907. – 13.)
- Gimnazija sv. Ladislava, Budimpešta (1914. – 15.)

## Galerija
- Muzej primijenjenih umjetnosti u Budimpešti
- Gradska vijećnica u Zrenjaninu, Srbija
- Geološki institut u Budimpešti
- Gimnazija sv. Ladislava u Budimpešti